# Inaccettabile
Inaccettabile è il primo singolo estratto dall'album Libera da della cantante italiana Silvia Olari, pubblicato il 21 gennaio 2010 dall'etichetta discografica Warner Music Italy.

## Il brano
La canzone, scritta dalla stessa Olari, è stata presentata al 60º Festival di Sanremo nella sezione Nuova Generazione.
Il brano è stato pubblicato per la prima volta sul sito ufficiale della competizione canora ed è stato scartato dalla giuria, non potendo così partecipare al festival vero e proprio.
Inaccettabile è stato in seguito incluso nel primo album di Silvia Olari intitolato Libera da, pubblicato il 25 maggio 2010 dalla casa discografica Warner Music.

## Tracce
1. Inaccettabile – 3:45 (Silvia Olari)